# Colobanthus bolivianus
Colobanthus bolivianus är en nejlikväxtart som beskrevs av Ferdinand Albin Pax. Colobanthus bolivianus ingår i släktet Colobanthus, och familjen nejlikväxter. Inga underarter finns listade i Catalogue of Life.